# 清原果耶
清原 果耶（きよはら かや、2002年〈平成14年〉1月30日 - ）は、日本の女優、ファッションモデル、歌手、ダンサー。
大阪府大阪市出身。アミューズ所属。

## 略歴

### デビューまで
家族そろってPerfumeのファンで、Perfumeに憧れて幼少期より歌とダンスのスクールに通う。小学1年生からクラシックバレエを習い、小学5年生から中学1年生までは兵庫県西宮市に本拠地を置く劇団「Youth Theatre Japan (YTJ)」 に通ってダンス・歌・ミュージカル・バレエを習っていた。
2014年、12歳（中学1年生）のとき、Perfumeが所属するアミューズの公式Webサイトで見つけた同社の新人発掘イベント「アミューズオーディションフェス2014」に母が好奇心で応募した。10月13日、山野ホールで行われた最終審査会で3万2214人の中から満場一致のグランプリおよび協賛アパレル会社ポイント賞を受賞し、同事務所に所属する。カーリー・レイ・ジェプセンの「Good Time」を英語で歌い、ハツラツと踊った。審査員から「その踊りはどうしたの？」と聞かれ、「自分で考えました」と明かすと、会場からはどよめきが起きた。「素材のきれいさ、歌って踊れて表現力の豊かさがある。将来が見える」と絶賛する審査員もいた。
2015年2月1日放送のバラエティ番組『ニノさん』などに出演し、得意な歌としてミュージカル『アニー』の「Tomorrow」を歌唱した。

### 女優として
2015年10月より、NHK連続テレビ小説『あさが来た』にレギュラー出演し、これが女優デビュー作となった。別の役のオーディションでプロデューサーの目に留まり、「今後大きくなる人材。この子の女優人生のスタートに立ち会いたい」と、メーンキャストの一人、ふゆ役に抜擢された。同作の出演者として、今宮戎神社の十日戎における宝恵駕行列や、皇后盃全国都道府県対抗女子駅伝競走大会の少女ミニ駅伝でスターターを務めた。同作の最終回、自身の娘の役で再登場し、デビュー作で二役を演じた。
2016年3月放送開始のNHK放送90年 大河ファンタジー『精霊の守り人』では、主演の綾瀬はるかの少女期を演じた。同年、民放のドラマでは、清水富美加の教え子役で『素敵な選TAXIスペシャル』に出演した。民放の連続ドラマでは、新井浩文の娘役で『毒島ゆり子のせきらら日記』にゲスト出演した。その次のクールでは、松井珠理奈の妹役で『死幣-DEATH CASH-』にレギュラー出演した。2016～2019年公開（放送）作品において、小松菜奈、吉高由里子、竹内結子、石橋静河の中学生時代を演じた。
2017年3～4月公開の映画『3月のライオン』では、約500人が参加したオーディションを勝ち抜いてトリプル・ヒロインの１人となった。
2018年7月、NHK『透明なゆりかご』でテレビドラマ初主演を務めた。重いテーマを扱った作品で、主演女優としても作品としても数多くの賞を受賞した。
2019年1月公開の『デイアンドナイト』 では、オーディションで約500人の候補者の中から選ばれてヒロインを獲得。同年12月、オリコン「2019年 ブレイク女優ランキング」1位に選ばれた。同月、第32回日刊スポーツ映画大賞・石原裕次郎賞新人賞を受賞し、翌朝発売の日刊スポーツの1面が「清原果耶」となった。
2020年3月の高校卒業 後は進学せず、同年9月公開の初主演映画『宇宙でいちばんあかるい屋根』を起点に、1年間で出演映画7作品が公開された。
2021年5月放送開始のNHK連続テレビ小説『おかえりモネ』では、10代としては異例となるオーディション無しで主演起用され、21世紀生まれとして初めての朝ドラ主演を務めた。2015年からの6年間でNHKドラマの出演は8作目となり、連続テレビ小説の出演は3作目となった
同年、映画『護られなかった者たちへ』の演技により、第45回日本アカデミー賞 や日刊スポーツ映画大賞 、毎日映画コンクールなど様々な映画賞で助演女優賞を受賞した。
2022年1月、オリコン「2022年 期待の新成人ランキング」10～50代の全世代から1位に選ばれた。同月、『ファイトソング』で民放連続ドラマ初主演。
2023年11月〜12月上演『ジャンヌ・ダルク』で、舞台初出演にして初主演を務め、第31回読売演劇大賞・杉村春子賞を受賞した。

### ファッションモデルとして
2015年1月、テレビCMモデルとして芸能活動を開始した。ファッション雑誌『nicola』2015年4月号より専属モデルを務め、2018年1月号で初の単独表紙を飾った後、同年3月に「nicola 東京開放日2018」をもって3年間務めた同誌専属モデルを卒業した。その3日後に開催された「第26回 東京ガールズコレクション 2018 SPRING/SUMMER」に出演した。同誌専属モデルの期間中には、アパレル会社アダストリア（旧ポイント）のブランド「レピピアルマリオ」第6代イメージモデル（2017年度）を務めた。雑誌『Seventeen』専属モデルとしては、新元号発表と同日発売の2019年5月号で単独初表紙を飾り、同号よりコラム「かやのなんやかんや」の連載を開始した。

### 歌手・ダンサーとして
2018年12月、『第97回全国高等学校サッカー選手権大会』の平成最後の応援マネジャーに就任した。全国大会に5年連続出場した神奈川県立横浜平沼高等学校ダンス部の生徒と共に、埼玉スタジアム2002で行われた準決勝の試合前に応援ダンスを披露した。また応援ムービーも公開された。応援ソングは、Mrs. GREEN APPLE「僕のこと」であった。応援マネジャーがダンスを披露するのは、第14代で初めてとなった。
2019年1月、初の単独ヒロインを務めた映画『愛唄 -約束のナクヒト-』では、特別映像で横浜流星・飯島寛騎とともに、本編の挿入歌で飯島寛騎とともに、GReeeeNの楽曲「愛唄」を歌唱している。同時期に公開された『デイアンドナイト』では、野田洋次郎（RADWIMPS）作詞・作曲・プロデュースによる主題歌「気まぐれ雲」を役名の大野奈々名義で配信リリースし、歌手デビューした。同年7月期放送の時代劇初主演作『螢草 菜々の剣』では、エンディング曲「螢草の子守唄（英語: Nana's Lullaby）」でハミングを担当しており、同作のサウンドトラック盤に収録されている。
2020年1月に放映開始した京王電鉄のCMでは、B・J・トーマス「雨にぬれても」を歌唱している。同年9月、Cocco作詞・作曲・プロデュースにより、映画初主演作『宇宙でいちばんあかるい屋根』の主題歌「今とあの頃の僕ら」をシングル・リリースし、CDデビューした。カップリング曲「君に見せる景色」のMVでは、自らコンテンポラリー・ダンスを披露した。

## 人物
- 2人姉妹の次女。カヤの名は映画『もののけ姫』の主人公アシタカの幼なじみから採られ、漢字はココナツ椰子に由来している[83]。
- 中学時代は茶道部に所属していた[84]。デビューから高校卒業までは大阪の実家在住で、仕事やレッスンのため大阪と東京を往復していた[18][49][50]。
- 「人に感動を与えられる女優」を目標とし、モデル業にも意欲を示す[64]。しかし、子供の時は歌手を目指しており[85]、女優・ファッションモデルとして活動を開始してからは、「いつか機会があれば歌うお仕事もやりたい」と歌やダンスにも関心を示していた[32]。
- 特に大好きな男性俳優は三浦春馬[86]。目標にしていた女優は事務所の先輩である吉高由里子[63][87]。女優として活動するようになり、最も演技に衝撃を受けた役者は宮崎あおい[88]。憧れのモデルはローラ[64]。
- さっぱりした性格で、モデル仲間からは「イケメン」「キュートで可愛い」と言われている[89]。一人が好きで、プライベートでも一人で過ごすことが多いという[32]。
- 趣味は散歩、油絵[90]。歌うことが好きで[2]、特技は歌とダンス。特に好きなアーティストはamazarashi、藤井風、Perfume、アイナ・ジ・エンド[91][6][92]、好きな食べ物は和菓子、好きな動物は朝ドラ『おかえりモネ』の撮影中に動画を観て癒されていたハシビロコウ[92]。詩や言葉による表現に興味があり[93]、最も好きな作家・詩人に谷川俊太郎の名前を挙げている[93][94]。

## 受賞歴
2018年度
- コンフィデンスアワード・ドラマ賞
  - 7月期（第13回） 新人賞（『透明なゆりかご』）
  - 年間大賞 新人賞（『透明なゆりかご』）

- 東京ドラマアウォード2019 主演女優賞（『透明なゆりかご』）

2019年度
- 第32回日刊スポーツ映画大賞・石原裕次郎賞 新人賞（『愛唄 -約束のナクヒト-』『デイアンドナイト』『いちごの唄』）
- 第44回エランドール賞 新人賞：TVガイド賞（『愛唄 -約束のナクヒト-』『デイアンドナイト』『なつぞら』『レ・ミゼラブル 終わりなき旅路』『螢草 菜々の剣』『マンゴーの樹の下で〜ルソン島、戦火の約束〜』『俺の話は長い』『ポイズンドーター・ホーリーマザー』）

2021年度
- 第44回山路ふみ子映画賞 新人女優賞（『護られなかった者たちへ』『まともじゃないのは君も一緒』『砕け散るところを見せてあげる』『夏への扉 -キミのいる未来へ-』）
- 第34回日刊スポーツ映画大賞・石原裕次郎賞 助演女優賞（『護られなかった者たちへ』）
- 第76回毎日映画コンクール 女優助演賞（『護られなかった者たちへ』）
- 第45回日本アカデミー賞 最優秀助演女優賞（『護られなかった者たちへ』）
- 第19回Asian Film Festival 最優秀女優賞（『護られなかった者たちへ』）

2023年度
- 第31回読売演劇大賞 優秀女優賞・杉村春子賞（『ジャンヌ・ダルク』）

2024年度
- 第48回日本アカデミー賞 優秀助演女優賞（『碁盤斬り』）

## 出演
主演、 ヒロイン

### テレビドラマ
| 放送                    | タイトル                                                       | 役名                   | 放送局                      |
| ----------------------- | -------------------------------------------------------------- | ---------------------- | --------------------------- |
| 2015年10月 - 2016年4月  | 連続テレビ小説 あさが来た（第6話 - 第85話・最終話）            | 日野ふゆ / ナツ        | NHK総合 / NHK BSプレミアム  |
| 2016年3月 - 2017年12月  | 放送90年大河ファンタジー 精霊の守り人                          | バルサ（少女期）       | NHK総合                     |
| 2016年4月5日            | 素敵な選TAXIスペシャル 湯けむり連続選択肢                      | 太田麻尋               | 関西テレビ                  |
| 2016年4月23日           | あさが来た スピンオフ 割れ鍋にとじ蓋                           | ふゆ                   | NHK BSプレミアム            |
| 2016年6月2・9日         | テッペン!水ドラ!! 毒島ゆり子のせきらら日記（第7・8話）         | 小津絵美               | TBS                         |
| 2016年7月期             | テッペン!水ドラ!! 死幣-DEATH CASH-                             | 南小夢                 | TBS                         |
| 2017年3月30日           | CDTV春スペシャル 卒業ソング音楽祭2017「ひまわりの約束」        | 佐野遥香               | TBS                         |
| 2017年4月10日           | 痛快TV スカッとジャパン 胸キュンスカっと「笑う門には恋来たる」 | 増田愛紗               | フジテレビ                  |
| 2017年5月31日 - 6月14日 | 水曜ドラマ 母になる（第8話 - 最終話）                          | 里中桃                 | 日本テレビ                  |
| 2017年10月6・13日       | BORDER 衝動 検視官・比嘉ミカ                                   | 小椋明音               | テレビ朝日                  |
| 2017年10月期            | ドラマ25 セトウツミ                                            | 樫村一期               | テレビ東京                  |
| 2018年1月7日            | 必殺仕事人                                                     | おりん                 | 朝日放送テレビ / テレビ朝日 |
| 2018年2月11日           | 日曜劇場 99.9-刑事専門弁護士- SEASON II（第5話）               | 工藤久美子             | TBS                         |
| 2018年3月25日・4月22日  | イノセント・デイズ（第2話・最終話）                            | 田中幸乃（中学生時代） | WOWOW                       |
| 2018年7月期             | ドラマ10 透明なゆりかご                                        | 青田アオイ             | NHK総合                     |
| 2019年1月6日            | フジテレビ開局60周年特別企画 レ・ミゼラブル 終わりなき旅路     | 不破梢                 | フジテレビ                  |
| 2019年7月 - 9月         | 連続テレビ小説 なつぞら（第79話 - 第86話・第129話 - 最終話）   | 奥原千遥 / 杉山千遥    | NHK総合 / NHK BSプレミアム  |
| 2019年7月20日           | ポイズンドーター・ホーリーマザー （第3話「罪深き女」）         | 天野幸奈               | WOWOW                       |
| 2019年7月期             | BS時代劇 螢草 菜々の剣                                         | 安坂菜々               | NHK BSプレミアム            |
| 2019年8月8日            | 特集ドラマ マンゴーの樹の下で〜ルソン島、戦火の約束〜          | 奥田凛子（青年期）     | NHK総合                     |
| 2019年10月期            | 土曜ドラマ 俺の話は長い                                        | 秋葉春海               | 日本テレビ                  |
| 2020年1月期             | 土曜時代ドラマ 螢草 菜々の剣                                   | 安坂菜々               | NHK総合                     |
| 2021年5月 - 10月        | 連続テレビ小説 おかえりモネ                                    | 永浦百音               | NHK総合 / NHK BSプレミアム  |
| 2022年1月期             | 火曜ドラマ ファイトソング                                      | 木皿花枝               | TBS                         |
| 2022年10月期            | 日曜ドラマ 霊媒探偵・城塚翡翠 / invert 城塚翡翠倒叙集          | 城塚翡翠               | 日本テレビ                  |
| 2024年10月期            | マイダイアリー                                                 | 恩村優希               | 朝日放送テレビ              |
| 2025年3月30日・4月6日   | 俺の話は長い～2025・春～                                       | 秋葉春海               | 日本テレビ                  |
| 2025年7月期             | 火曜ドラマ 初恋DOGs                                            | 花村愛子               | TBS                         |

### 映画
| 公開                    | タイトル                                         | 役名                   | 配給会社                       |
| ----------------------- | ------------------------------------------------ | ---------------------- | ------------------------------ |
| 2015年6月5日            | 台風のノルダ                                     | ノルダ（声）           | 東宝映像事業部                 |
| 2016年12月17日          | ぼくは明日、昨日のきみとデートする               | 福寿愛美（中学生時代） | 東宝                           |
| 2017年3月18日 ・4月22日 | 3月のライオン 前編 / 後編                        | 川本ひなた             | 東宝 / アスミックエース        |
| 2017年9月23日           | ユリゴコロ                                       | 美紗子（中学生時代）   | 東映 / 日活                    |
| 2018年3月17日           | ちはやふる 結び                                  | 我妻伊織               | 東宝                           |
| 2019年1月25日           | 愛唄 -約束のナクヒト-                            | 伊藤凪                 | 東映                           |
| 2019年1月26日           | デイアンドナイト                                 | 大野奈々               | 日活                           |
| 2019年4月27日           | TAKAYUKI YAMADA DOCUMENTARY 「No Pain, No Gain」 | [ 注 7 ] [ 148 ]       | S・D・P                        |
| 2019年7月5日            | いちごの唄                                       | 天野千日（中学生時代） | ファントム・フィルム           |
| 2020年9月4日            | 宇宙でいちばんあかるい屋根                       | 大石つばめ             | KADOKAWA                       |
| 2020年10月9日           | 望み                                             | 石川雅                 | KADOKAWA                       |
| 2020年12月25日          | ジョゼと虎と魚たち                               | 山村クミ子（声）       | 松竹 / KADOKAWA                |
| 2021年1月29日           | 花束みたいな恋をした                             | 羽田凜                 | 東京テアトル / リトルモア      |
| 2021年3月19日           | まともじゃないのは君も一緒                       | 秋本香住               | エイベックス・ピクチャーズ     |
| 2021年4月9日            | 砕け散るところを見せてあげる                     | 尾崎・妹               | イオンエンターテイメント       |
| 2021年6月25日           | 夏への扉 -キミのいる未来へ-                      | 松下璃子               | 東宝 / アニプレックス          |
| 2021年10月1日           | 護られなかった者たちへ                           | 円山幹子               | 松竹                           |
| 2022年10月21日          | 線は、僕を描く                                   | 篠田千瑛               | 東宝                           |
| 2023年7月7日            | 1秒先の彼                                        | 長宗我部麗華           | ビターズ・エンド               |
| 2024年5月3日            | 青春18×2 君へと続く道                            | アミ                   | ハピネットファントム・スタジオ |
| 2024年5月17日           | 碁盤斬り                                         | 柳田絹                 | キノフィルムズ                 |
| 2025年4月4日            | 片思い世界                                       | 阿澄さくら             | 東京テアトル / リトルモア      |

### 配信ドラマ・舞台ほか
| 放送・公開        | タイトル                                                                         | 役名             | 放送局ほか                             |
| ----------------- | -------------------------------------------------------------------------------- | ---------------- | -------------------------------------- |
| 2015年5月30日     | FMシアター 沈黙とオルゴール                                                      | [ 172 ]          | NHK-FM                                 |
| 2018年2月20日     | ちはやふる 繋ぐ（第4話） 「日本一を目指す西の挑戦者たち」                        | 我妻伊織         | Hulu                                   |
| 2018年8月 - 9月   | 宇宙を駆けるよだか                                                               | 小日向あゆみ     | Netflix                                |
| 2019年8月8日      | BS1スペシャル アニメ 大好きだったあなたへ ヒバクシャからの手紙「ヤマンへの手紙」 | 真理子（声）     | NHK BS1                                |
| 2023年11月 - 12月 | 舞台 ジャンヌ・ダルク                                                            | ジャンヌ・ダルク | 東京建物 Brillia HALL / オリックス劇場 |
| 2025年3月30日     | 海星のクラッチ日誌                                                               | 秋葉春海         | Hulu                                   |
| 2025年11月        | イクサガミ                                                                       | 衣笠彩八         | Netflix                                |

### バラエティー・ドキュメンタリーほか
- ニノさん（2015年2月1日、2022年10月16日、2025年3月21日、日本テレビ） - ゲスト[180]
- あさイチ（2016年1月4日、2019年7月30日、2021年10月19日、NHK総合） - ゲスト[181]
- 土曜スタジオパーク（2016年1月9日、2018年7月21日、2021年5月22日、2021年6月19日、NHK総合） - ゲスト[182]
- 「精霊の守り人」のナゾをとけ！食わず嫌いのための大河ファンタジー入門（2016年3月14日、NHK総合） - レポーター[183]
- ドキュメント 透明なゆりかご（2018年7月16日、NHK総合） - ナレーション[184]
- 2020応援ソングプロジェクト「みんなのゆめ」 / 「パプリカ」（2018年10月23日 - 2020年5月19日、NHK Eテレ / NHK総合） - ナレーション
- 目撃!にっぽん 「記憶と向きあう～作家・柳美里と高校生～」（2018年11月4日、NHK総合） - ナレーション
- 清原果耶の高校サッカー魂（2019年1月1日 - 14日、日本テレビ） - 司会
- BS1スペシャル アニメ 大好きだったあなたへ ヒバクシャからの手紙（2019年8月8日、NHK BS1） - ナビゲーター[185]
- 青春はハモりだ！〜Nコン全力合唱2019〜（2019年12月29日、NHK総合） - ナレーション
- NHKスペシャル 2020巻頭言 「10 years after 未来への分岐点」（2020年1月1日、NHK総合） - 司会[注 15][186]
- 第72回NHK紅白歌合戦（2021年12月31日、NHK総合 / ラジオ第1） - 審査員[187] / 特別企画[188]
- さよなら大好きな場所（2024年4月5日、テレビ朝日） - ナレーション[189]
- ララLIFE（2024年4月26日、TBS） - ゲスト[190]
- ジブリのうた（2024年5月7日、NHK総合） - 「やさしさに包まれたなら」歌唱[191]
- ザ・ノンフィクション「私のママが決めたこと～命と向き合った家族の記録～」（2024年6月2日、フジテレビ） - ナレーション[192]
- NHKスペシャル 岐路に立つ東京大学～日本発イノベーションへの挑戦～（2025年1月18日、NHK総合） - ナレーション
- 人生最高レストラン（2025年7月5日、TBS） - ゲスト

### CM
- 三井不動産リフォーム 三井のリフォーム
  - 「屋上」「階段」篇（2015年1月 - ）[193]
- アステラス製薬
  - 「臓器移植をしたきみ」篇（2015年1月 - ）[194]
- セブン&アイ・ホールディングス  セブンゴールド 金の直火焼和風ハンバーグ
  - 「ここまでやるから」篇（2015年11月 - ）[195]
- 全日本空輸 ANAプリペイドカード
  - 「大人になった私」篇（2016年2月 - ）
- P&G レノアハピネス
  - 「半径30cmのハピネス 同級生」篇（2017年4月 - ）[196]
- NTTドコモ
  - docomo 25周年ムービー「いつか、あたりまえになることを。」篇（2017年7月 - ）
  - docomo dヒッツ「娘の帰り」篇（2017年8月 - ）[197]
- デジタルハリウッド大学
  - 「自分を生きよう」篇（2017年9月 - ）[198]
- イオンモール
  - 「ハピネスモール」篇（2018年9月 - ）[199]
  - 「クリスマスはキモチと。」篇（2018年12月 - ）
  - 「春ストーリー、しよう。」篇（2019年3月 - ）
  - 「母の日は、キモチと。」篇（2019年5月 - ）
  - 「ハピネスモールの、夏。 ハピナツ」篇（2019年7月 - ）
  - 「イオンモールのクリスマス」篇（2019年12月 - ）
  - 「ハートフルサステナブル ひと 社会」篇（2020年4月 - ）
  - 「やさしさと。たのしさと。夏」篇（2020年7月 - ）
- 大塚製薬 オロナミンCドリンク
  - 「みんなの元気ハツラツ！清原果耶」篇（2018年10月 - ）[200][201]
  - 「シュポン ハツラツ女子」篇（2019年3月 - ）
  - 「シュポン ハツラツ女子 川遊び」篇（2019年7月 - ）
  - 「シュポン ハツラツ女子 旅立ち」篇（2019年10月 - ）
- 日本生命保険
  - 「見守るということ。」篇（2018年10月 - ）[202]
  - 「あなたがくれた人生」篇（2022年10月 - ）[203]
- ソフトバンク
  - 「しばられるな」篇（2019年1月 - ）[204]
  - 「卒業」「恩師」篇（2019年3月 - ）[49]
- コーセー 雪肌精 クリアウェルネス
  - 「トラブルのない肌」篇（2019年7月 - ）[205][206][207]
  - 「透明素肌を叶えるスキンケア（白）」篇（2020年9月 - ）
  - 「トラブルに負けない肌へ」篇（2021年6月 - ）
- 京王電鉄
  - 「雨にぬれても」篇（2020年1月 - ）[208]
  - 「ベストシーズンは、春夏秋冬です。高尾山」篇（2021年4月 - ）[209][210][211]
  - 「はじまりは、いつも駅から。都心」篇（2023年7月 - ）
  - 「めざす場所がある。郊外」篇（2023年12月 - ）
- キリンビバレッジ 午後の紅茶
  - 「午後ティー史上最高おいしい」篇（2021年3月 - ）[212]
- リクルートホールディングス リクナビ
  - 「このオンラインは、うれしいかも」篇（2022年3月 - ）[213]
  - 「言ってよー」「今、取り込み中」篇（2023年3月 - ）
- INPEX
  - 「エネルギーに新しい風 開化」篇（2023年1月 - ）[214]
  - 「人生にはエネルギーがいる」篇（2024年6月 - ）
  - 「INPEXは何してる？」篇（2025年6月 - ）
- ファイントゥデイ SENKAプレミアムライン ミューズ（2025年2月 - ）[215]
  - ビューティークリアオイル「化粧ノリ整える」篇（2025年3月 - ）
  - プレミアムパーフェクトホイップ クリア「私は角質ケア。」篇（2025年3月 - ）
- ユニバーサルミュージック #ぼくらの春曲キャンペーン
  - 「目覚め」「邂逅(かいこう)」「疾走」「永遠の二人」篇（2025年3月 - ）[注 16][216][217][218][219]
- 東京都選挙管理委員会
  - 2025年東京都議会議員選挙「一票一票、東京はすすむ。」篇（2025年5月 - ）[220]
  - 第27回参議院議員通常選挙「一票一票、日本はすすむ。」篇（2025年6月 - ）[221]

### 広告・カバーモデル
- 消防庁 平成27年秋季全国火災予防運動ポスター（2015年11月 - ）[222]
- メイクアップ パルフェ・タムール ピュリエット（2016年8月 - ）[223][224]
- 自転車駐車場整備センター 駅前放置自転車クリーンキャンペーン（2016年9月 - ）
- 日本損害保険協会 2017年度全国統一防火標語ポスター（2017年3月 - ）[225]
- アダストリア
  - レピピアルマリオ 第6代イメージモデル（2017年5月 - ）[68]
  - niko and... ブランドアンバサダー（2023年3月 - ）[注 17][226]
    - 2024SS BRAND MOVIE であうにあう編集部
「特集を作る」「テレビの取材がやってきた」「我らは国際派」「すごいよ編集長」篇（2024年3月 - ）[227]
    - 2024AW BRAND MOVIE であうにあう編集部「Day Life」篇（2024年9月 - ）[228]
    - キャンペーンムービー「旅のリレー」篇（2025年4月 - ）[229]
- 政府広報・文部科学省 大学等奨学金事業の充実（2017年6月 - ）[230]
- コンピレーションアルバム 「ずっと好きでした。 presented by 胸キュンスカッと」（2017年7月 - ）[231]
- 第56回宣伝会議賞（2018年8月 - ）[232][233]
- シチズン時計 wicca（2020年10月 - ）[234]
- 台北市プロモーションアンバサダー（2024年8月 - ）[235]
- Spoonlabs Japan
  - 音声配信アプリ「Spoon」（2025年7月 - ）
  - Spoonドラマ「一声一歩」EP.1「上京したて、戸惑いの新入生・相原真理」篇（2025年7月 - ）[236]

### MV
- ［Alexandros］ 「ワタリドリ」（2015年3月）
- Rihwa 「ミチシルベ」（2017年9月）[注 18][237]

### イベント
- 今宮戎神社 十日戎 宝恵駕行列（2016年1月9日）[238]
- 皇后盃全国都道府県対抗女子駅伝競走大会（2016年1月17日）
- マイナビ presents 第26回東京ガールズコレクション2018 SPRING/SUMMER（2018年3月31日）[67]
- Seventeen夏の学園祭（2018年8月23日ほか）[239]
- 第97回全国高等学校サッカー選手権大会 第14代応援マネジャー（2018年12月 - 2019年1月）[73][74][240]
- プロ野球開幕戦 楽天－日本ハム戦 始球式（2021年3月26日）[241]
- 第35回マイナビ東京ガールズコレクション2022 AUTUMN/WINTER（2022年9月3日）[242]
- ディオール 2024年春夏コレクション（2023年9月 - 10月）[243]
- ルイ・ヴィトン 2025-26年秋冬コレクション（2025年3月）[244]
- ディオール 2025年フォールコレクション（京都・東寺）（2025年4月）[245]

## 書籍

### 雑誌
- nicola（2015年4月号 - 2018年5月号） - 専属モデル[64]
- Seventeen（2018年9月号 - 2021年10月31日[246]） - 専属モデル[71][247]。
- フィガロジャポン（2023年11月号） - ディオール モデル[248]
- 週刊文春（2024年5月2・9日ゴールデンウィーク特大号） - 原色美女図鑑[249]
- 25ans ヴァンサンカン（2024年6月号、創刊44周年記念号） - 表紙[250]
- 25ans ヴァンサンカン（2024年12月号） - ルイ・ヴィトン モデル[251]
- 25ans ヴァンサンカン（2025年9月号） - ティファニー モデル[252]

## ディスコグラフィ

### シングル
- 今とあの頃の僕ら（2020年9月2日[注 19]、Colourful Records、VIZL-1789〈初回限定盤〉・VICL-37556〈通常版〉）[5][81]

### シングル（配信）
- 気まぐれ雲（2019年1月25日、voque ting / 「デイアンドナイト」製作委員会）[注 20][77]

### 参加楽曲

#### アルバム収録
- Nana's Lullaby（Vocal:清原果耶）（Evan Call『NHK BS時代劇「螢草 菜々の剣」オリジナル・サウンドトラック』〈2019年9月4日、アイデアルミュージック、NGCS-1100〉収録）[注 21]

#### 特別映像
- 愛唄（2019年1月16日、『愛唄 -約束のナクヒト-』挿入歌）[注 22][254]